# Vesele, Velîka Pîsarivka
Vesele (în ucraineană Веселе) este un sat în comuna Iablucine din raionul Velîka Pîsarivka, regiunea Sumî, Ucraina.

## Demografie
Componența lingvistică a localității Vesele
     Ucraineană (80,7%)
     Rusă (15,79%)
     Belarusă (3,51%)
Conform recensământului din 2001, majoritatea populației localității Vesele era vorbitoare de ucraineană (80,7%), existând în minoritate și vorbitori de rusă (15,79%) și belarusă (3,51%).